# Inglisia patella
Inglisia patella är en insektsart som beskrevs av William Miles Maskell 1879. Inglisia patella ingår i släktet Inglisia och familjen skålsköldlöss. Inga underarter finns listade i Catalogue of Life.